# Apinotropis
Apinotropis es un género de coleópteros de la familia Anthribidae.

## Especies
Contiene las siguientes especies:
- Apinotropis verdoornae Jordan, 1945